# Partito Agrario Ambientalista
Il Partito Agrario Ambientalista (in albanese Partia Agrare Ambientaliste - PAA) è un partito politico agrario albanese.
Il PAA è stato fondato nel 1991 con il nome di Partia Agrare e Shqipërisë (Partito Agrario d'Albania), con lo scopo di rappresentare le istanze del mondo rurale (ruralismo) nelle prime elezioni pluripartitiche dell'Albania. Può essere considerato un partito di centro riformista.
Alle elezioni del 1991, il PAA ottenne appena lo 0,1% dei voti e non elesse nessun deputato. Alle elezioni del 1992, crollato ormai definitivamente il regime comunista, il PAA migliorò il proprio risultato giungendo allo 0,6%, senza eleggere ancora nessun deputato. Solo alle elezioni del 1997, pur ottenendo appena lo 0,8% dei voti, il partito riuscì ad eleggere un proprio rappresentante. Il PAA sostenne così il nuovo governo a guida socialista (PSSH) e Lufter Xhuveli, leader e fondatore del partito, divenne Ministro dell'agricoltura. Alle elezioni del 2001 il PAA incrementò i propri consensi, giungendo al 2,6% dei voti ed eleggendo 3 deputati. Xhuveli fu nominato ministro dell'energia. Per la prima volta il PAA superò lo sbarramento del 2,5% nella quota proporzionale. 
Il sistema elettorale per le politiche allora vigente prevedeva l'elezione di 100 deputati con il maggioritario a doppio turno e l'elezioni di 40 con il proporzionale con sbarramento, calcolato sui voti conseguiti dai candidati del maggioritario al primo turno. Nel 2004 il sistema elettorale venne modificato: 100 deputati sono eletti con il first-past-the-post (maggioritario uninominale a un turno) e 40 con il proporzionale con scrutinio di lista. Gli elettori possono così esprimere, a differenza di prima, due voti uno per un candidato al maggioritario e uno per un partito al proporzionale. Ciò ha favorito i partiti più piccoli, che, al proporzionale, ottenuto il voto di molti elettori che al maggioritario scelgono uno dei partiti maggiori (PSSH e PDS). 
Alle elezioni amministrative del 2003, le prime con il nuovo nome, il PAA si presentò in alleanza con i socialisti del PSSH, vincendo in tre grandi municipalità.
Alle elezioni del 2005, sfruttando il nuovo sistema elettorale, il PAA ottenne il 6,6% dei voti al proporzionale ed elesse 4 deputati. Il PDS di Sali Berisha, insieme ai suoi alleati, poteva contare su 76 seggi su 140 e, per garantirsi una maggioranza parlamentare più solida, chiese il sostegno anche al PAA, che è entrato a far parte del nuovo governo. 
Alle elezioni parlamentari del 2009, mutato il sistema elettorale in senso più maggioritario, il PAA ottenne appena lo 0,9% dei consensi e non elesse alcun deputato. Alle elezioni politiche del 2013 AD si è presentata all'interno della coalizione di centro destra, "Alleanza per l'Impiego, il Benessere e l'Integrazione", guidata dal PD.